# أدوبي فليكس
أدوبي فليكس (بالإنجليزية: Adobe Flex) هو مجموعة من التكنولوجيات التي أنتجتها أدوبي لنظم تطوير ونشر التطبيقات الغنية على الإنترنت والتي تعتمد على الفلاش. الإصدار الأول كان في اذار / مارس 2004 من قبل شركة ماكروميديا وشمل عدة للتطويرات البرمجية، وبيئة تطوير متكاملة، وتطبيق تكاملي معروف باسم خدمات بيانات الفليكس. ومنذ أن قامت أدوبي بشراء ماكروميديا في عام 2005، الاصدارات اللاحقة من فليكس لم تعد تحتاج إلى رخصة لتقديم خدمات بياناتها، التي أصبحت منتج منفصل أعيد تسميته بـ «لايف سايكل لخدمات البيانات».
في شباط / فبراير 2008، أطلقت أدوبي عدة للتطويرات البرمجية من أجل الفليكس الإصدار الثالث كخدمة مجانية في إطار المصدر المفتوح موزيلا. غير أن كل من أدوبي فلاش بلاير اللازم لتشغيل تطبيقات الفليكس، وأدوبي فليكس بيلدر اللازم لبناء تطبيقات الفليكس والمعتمد على منصة إكليبس ذات المصدر المفتوح، لا يزالان مرخصين.